# Giselle Kañevsky
Giselle Kañevsky, född den 4 augusti 1985 i Buenos Aires, Argentina, är en argentinsk landhockeyspelare.
Hon tog OS-brons i damernas landhockeyturnering i samband med de olympiska landhockeytävlingarna 2008 i Peking.